# Orbea doldii
Orbea doldii är en oleanderväxtart som beskrevs av Plowes. Orbea doldii ingår i släktet Orbea och familjen oleanderväxter. Inga underarter finns listade i Catalogue of Life.